# Sundaneses
Os sundaneses (Urang Sunda, em sundanês) são um grupo étnico na porção ocidental da ilha de Java, na Indonésia, composto por cerca de 37 milhões pessoas. São majoritariamente muçulmanos e falam a língua sundanesa (basa sunda, em sundanês).